# Focke-Wulf Ta 183
El Focke-Wulf Ta 183 Huckebein fue un avión de caza de reacción diseñado durante la Segunda Guerra Mundial como el sucesor del Messerschmitt Me 262 y otros cazas diurnos en servicio con la Luftwaffe. Su desarrollo solo había llegado hasta el nivel de modelos de túnel de viento cuando finalizó la guerra, pero el diseño básico fue desarrollado posteriormente en Argentina como el FMA IAe 33 Pulqui II. El nombre de Huckebein hace referencia a un cuervo de una tira cómica famoso por provocar problemas (una de las poesías satíricas de Wilhelm Busch ). 

## Historia

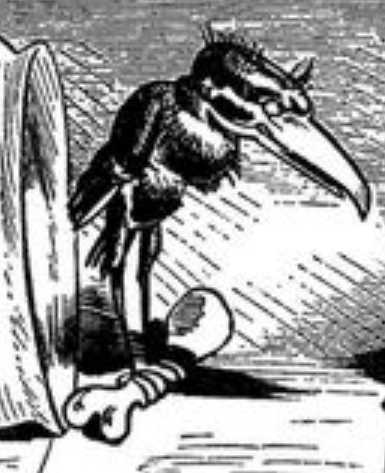
Un amenazante "Hans Huckebein", el cuervo del mismo nombre para el Ta 183

A principios de 1945, el Ministerio del Aire del Reich estaba preocupado por los desarrollos de reactores Aliados, y particularmente con lo que sería enfrentarse al Gloster Meteor sobre el continente. En respuesta a esto, crearon el Programa urgente para la construcción de cazas, terminando con la producción de la mayor parte de los bombarderos y aviones polivalentes en favor de los cazas, especialmente de los cazas a reacción. Adicionalmente favorecían el mantenimiento de una brecha de superioridad tecnológica sobre los Aliados, en los diseños que reemplazarían a los primeros cazas a reacción alemanes: Messerschmitt Me 262 y Heinkel He 162. 
Los resultados fueron una serie de diseños avanzados, algunos que usaban alas en flecha para mejorar el desempeño transónico, otros utilizaban popas sin derivas con ese mismo fin. Los ingenieros de entonces desconocían que estos últimos diseños ofrecían graves problemas de estabilidad en los vuelos transónicos, un problema que se exploró en profundidad por primera vez en el X-4 Bantam. Los esfuerzos de Kurt Tank culminaron en 1945 con un proyecto de caza llamado "Huckebein" (un cuervo de caricatura que se distinguía por provocar problemas a los demás), también conocido como Proyecto V (Proyecto VI en algunas referencias) o Diseño II en Focke Wulf.

## Diseño y desarrollo
El desarrollo del Ta 183 se inició a comienzos de 1942 como Proyecto IV, cuando el ingeniero Hans Multhopp organizó un equipo para diseñar un avión, basado en su convicción sobre diseños previos de la Focke-Wulf, según la cual los cazas reactores no tenían asidero, ya que no eran capaces de alcanzar velocidades supersónicas. 

### Diseño original

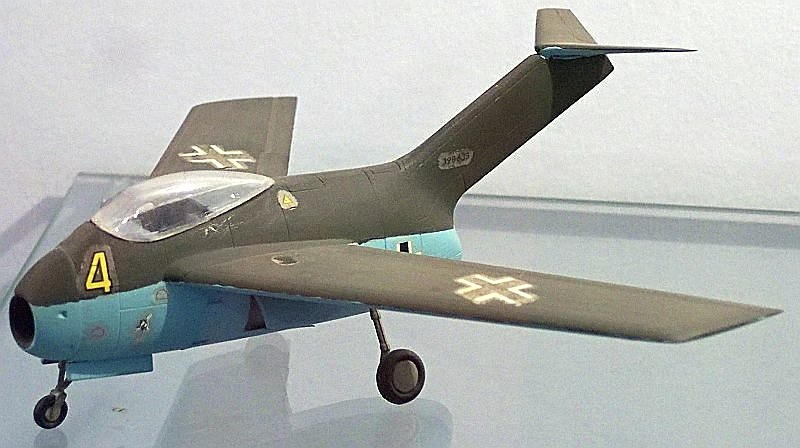
Modelo a escala del Diseño II del Focke-Wulf Ta 183.

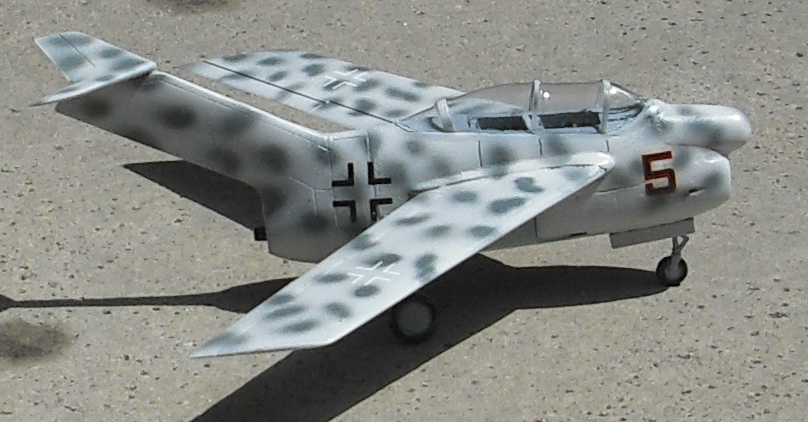
Modelo a escala del Focke-Wulf Ta 183 B.

El avión debería usar el avanzado turborreactor Heinkel HeS 011. Sin embargo, los primeros prototipos debieron ser motorizados con los Junkers Jumo 004B. Los primeros estudios incluían un motor cohete de 1.000 kgf (10 kN) de empuje para despegar y como empuje adicional para combatir, con combustible para 200 segundos de ignición, depositados en tanques lanzables bajo las alas. Las alas estaban en flecha a 40° y estaban montadas en la mitad de la altura de fuselaje. Las alas estaban montadas bastante lejos respecto a otros diseños, efecto colateral del intento de mantener el centro de presión del ala entero tan cerca de la mitad del fuselaje como fuera posible. El eje principal consistía en dos vigas estrechas de aluminio en I unidas arriba y abajo con una fina chapa de metal. La estructura similar a una caja contenía 6 celdas de combustible, dando una capacidad de combustible de 1.565 litros. Al frente y abajo de las vigas I serían unidas costillas de madera, dando a las alas su forma general, para cubrirlas con madera chapada.
El diseño original usaba una cola en T, con un estabilizador vertical muy largo y un aparentemente pequeño estabilizador horizontal. La cola vertical tenía un ángulo de 60° hacia atrás, y la cola horizontal tenía un diseño en "V" hacia atrás y arriba. La superficie horizontal era usada de adorno, ya que la principal fuerza de elevación estaba dada por los alerones, los cuales estaban bien atrás del centro de gravedad y así daban control de elevación y de giro, funcionando como superficies de control (elevones). El Ta 183 tenía un fuselaje corto, con el aire pasando por debajo de la cabina yendo hacia atrás, donde se encontraba el único motor. El piloto se sentaba en una cabina presurizada con una carlinga de burbuja, la cual proveía una excelente visión.
El proyecto causó muchos problemas, incluida la tendencia al giro holandés. El trabajo se enfocó, por lo tanto, en el bastante menos problemático Focke-Wulf Proyecto VII. Sin embargo, cuando el Ministerio del Aire del Reich finalmente rechazó ese diseño, el "Huckebein" estaba de nuevo en las pistas.

### Diseño III
El equipo de Multhopp exploró seriamente una segunda versión del diseño básico llamada Diseño III, un Diseño II modificado (son una incógnita las especificaciones del diseño o a que se refería). El primero de ellos tenía pocas modificaciones, con pequeñas diferencias en la forma de la punta de las alas y reposicionamiento del tren de aterrizaje. La segunda versión tenía el ángulo de las alas a 32°, permitiendo que las alas y la cabina estuvieran colocadas más atrás. La cola también estaba rediseñada, usando una pequeña protuberancia para montar las superficies de control justo detrás de la línea del fuselaje posterior. Esta versión lucía bastante más "convencional" a los ojos modernos y además permitía incluir el He S 011.
El segundo de estos esquemas entró en el concurso oficial ordenado por el Oberkommando der Luftwaffe a finales de 1944. El 28 de febrero de 1945, el Alto mando de la Luftwaffe eligió - de entre las diversas propuestas - el Junkers EF128 para ser desarrollado y producido; el equipo Focke-Wulf ganó el segundo lugar. 
Sin embargo, en las últimas semanas de la guerra, se decidió que el Huckebein era realmente el mejor diseño, y en una reunión en Bad Eilsen, Tank recibió la orden para realizar prototipos a escala real y comenzar los preparativos para la producción a escala industrial. Estaba planeado para alcanzar velocidades de 1.000 km/h a 7.000 m y se estimaba que se construirían 300 aviones por mes. Cada avión consumiría 2.500 h/hombre.

### Armamento

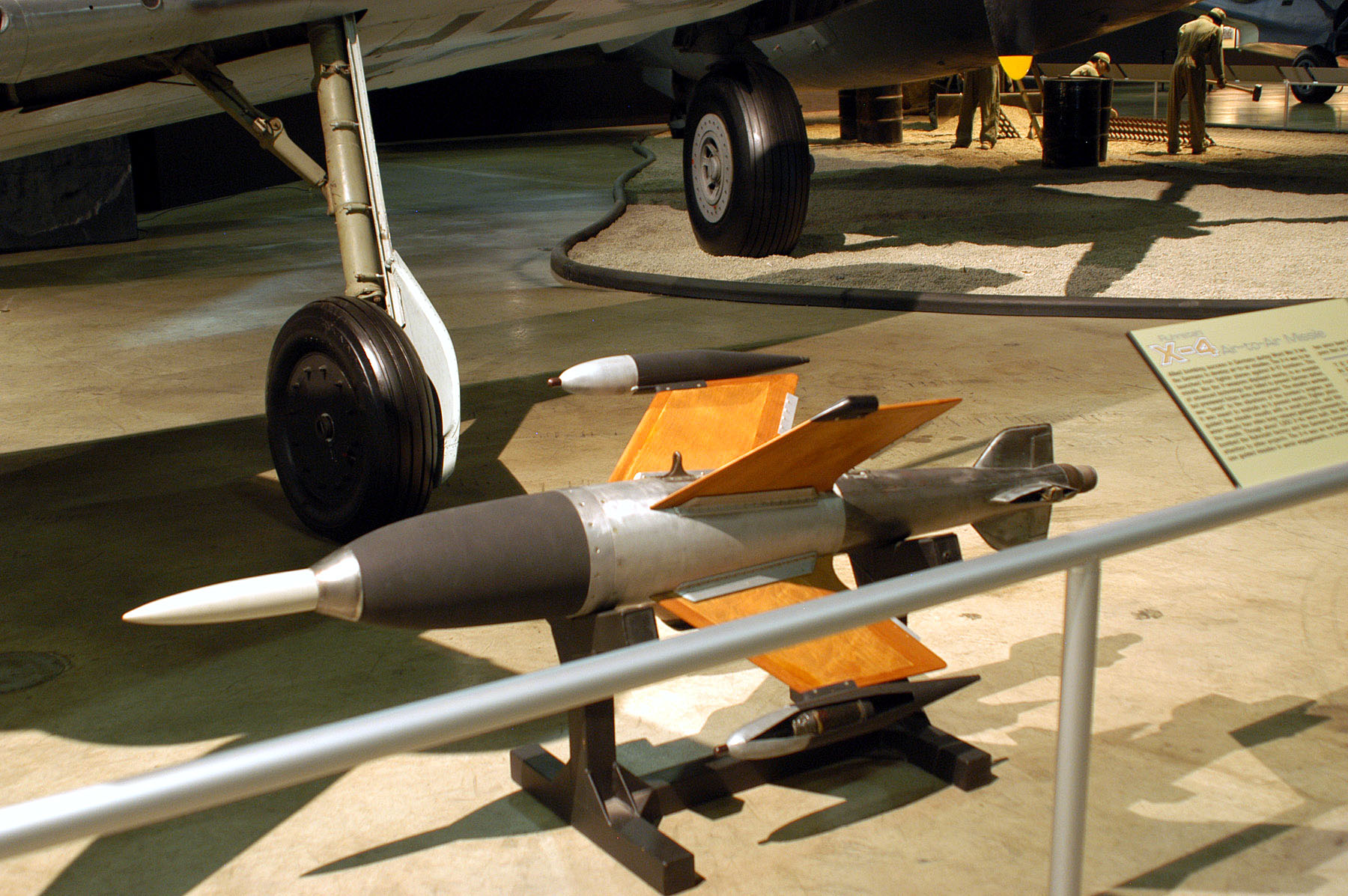
Misil Ruhrstahl X-4 con los que estaría armado el Huckebein.

El armamento primario del caza eran 4 cañones MK 108 de 30 mm distribuidos alrededor de la toma de aire. También tendría la posibilidad de trasportar 500 kg de bombas, consistente en 1 bomba SD o SC 500, una bomba BT 200, 5 bombas SD o SC o una cámara de reconocimiento Rb 20/30. El cargamento de armas podía llevarse en el espacio de carga protruyendo la mitad desde el fuselaje, lo cual permitía posiblemente otros paquetes de armas.
Estaba preparado para llevar cuatro misiles aire-aire Ruhrstahl X-4, los que le permitirían derribar a los bombarderos B-17 o B-29 fuera del alcance de su perímetro defensivo.

### Producción
Fueron construidos dieciséis prototipos, permitiendo que la cola se intercambiara entre los Diseño II y III. En las series de prueba experimentales figuraban los Ta 183 V1-V3 motorizados con los turborreactores Jumo 004B, estando pendiente la entrega del He S 011. El Ta 183 V4-V14 fue el avión de preproducción serie-0 y los V15-V16 fueron aviones de prueba estáticos. 
El primer vuelo de prueba estaba programado para mayo de 1945, pero ningún aparato estaba completo cuando las tropas británicas entraron el 8 de abril de 1945, ocupando las instalaciones Focke-Wulf.

### Posguerra

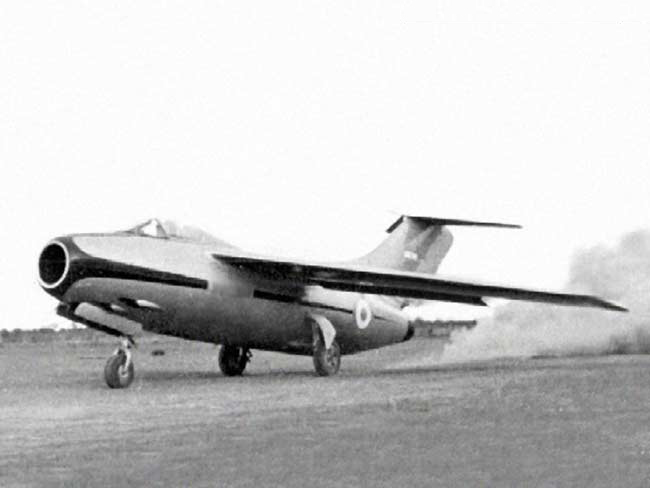
FMA IAe 33 Pulqui II despegando.

Después de la guerra, Kurt Tank y un grupo de ingenieros alemanes aceptaron la oferta del Gobierno Argentino para integrar el proyecto sucesor al I.Ae. 27 Pulqui I. Para ello tomaron como base el diseño del Ta 183 resultando así el I.Ae. 33 Pulqui II. Esta versión fue modificada para colocar las alas en posición alta, por razones no claras, originando problemas de entrada en pérdida a ángulos altos de ataque. Esto pareció resoluble, sin embargo, por lo que se planeó una nueva versión con el problema ya corregido. No obstante, la debacle comercial de 1953 y el golpe de Estado que derrocó a Juan Domingo Perón en 1955 acabaron con el proyecto, primero temporalmente y después, en 1955, definitivamente. 
El clavo final del ataúd del Pulqui II fue la disponibilidad de F-86 Sabre baratos y probados en combate de la guerra de Corea, a una fracción del costo del caro avión autóctono.

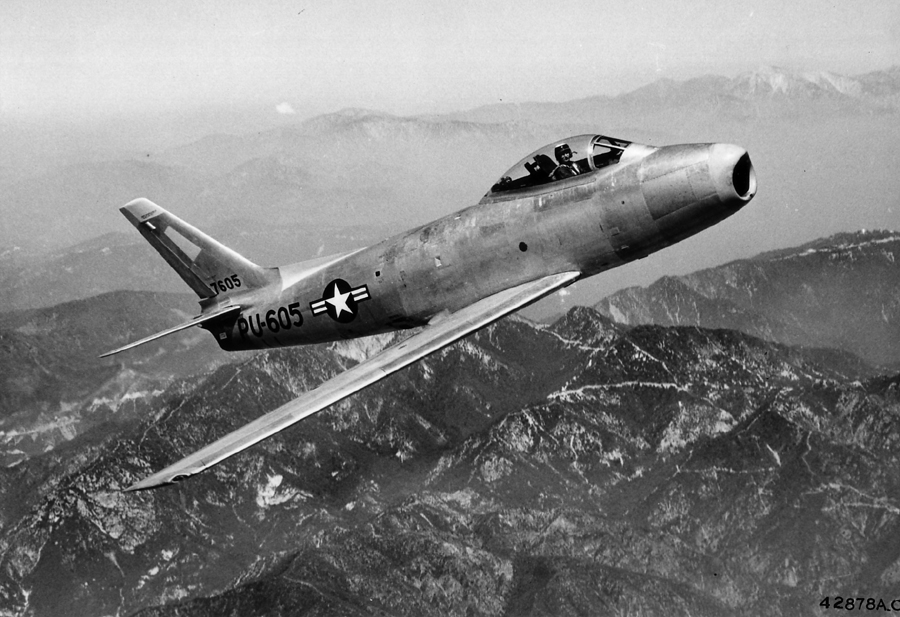
F-86A de la USAF.

Por su parte, Hans Multhopp se trasladó a Estados Unidos como parte de la Operación Paperclip, donde ganó una importante reputación como diseñador de alas en flecha. Esa información ayudó mucho al desarrollo del F-86 Sabre que fue rediseñado en base al nuevo concepto de alas en flecha, a costa de un año de demora en el proyecto. También las versiones posteriores del F-84, incorporaron el concepto de ala en flecha originario en el T-183.

## Influencia en otros diseños

### En la Unión Soviética
A diferencia de tantos otros diseños alemanes, no terminó allí la historia del Ta 183. Los soviéticos se apoderaron de algunos técnicos de segunda línea y parte de los planos de Focke-Wulf. 
El primer "Ta 183" ruso voló por primera vez - bajo la forma de un prototipo Mig - el 2 de julio de 1947. Los rusos se mostraron muy discorformes con las características de vuelos y le incorporaron slats automáticos en el borde de ataque y guías de flujo aerodinámico para mejorar las características a baja velocidad y retrasar la entrada en pérdida. 

#### Lavochkin La-13 Fiber
Otra Oficina de diseño involucrada fue Lavochkin  quien usó el diseño Ta-183 como Lavochkin La-13 'Fibber' . Bajo la dirección de Semión Lávochkin (diseñador jefe de Lavochkin) la empresa copió el diseño global de la Ta-183 para crear el caza interceptor de La 13 (más tarde con Nombre código OTAN fibra). Entrando en servicio en 1948 , el La-13 fue un interceptor ágil y de rápido ascenso y, para su época, muy poderosamente armado con 4 cañones NR-23 y, más tarde, introduciría los misiles Kaliningrad K-5 (designación OTAN AA-1 álcali) un misil aire-aire de corto alcance.

#### Mikoyan-Gurevich MiG-15
También la unidad de cola fue sometida a drásticos cambios. El Ta-183 ruso modificado de esa forma voló el 30 de diciembre de 1947. Había nacido el MiG-15.

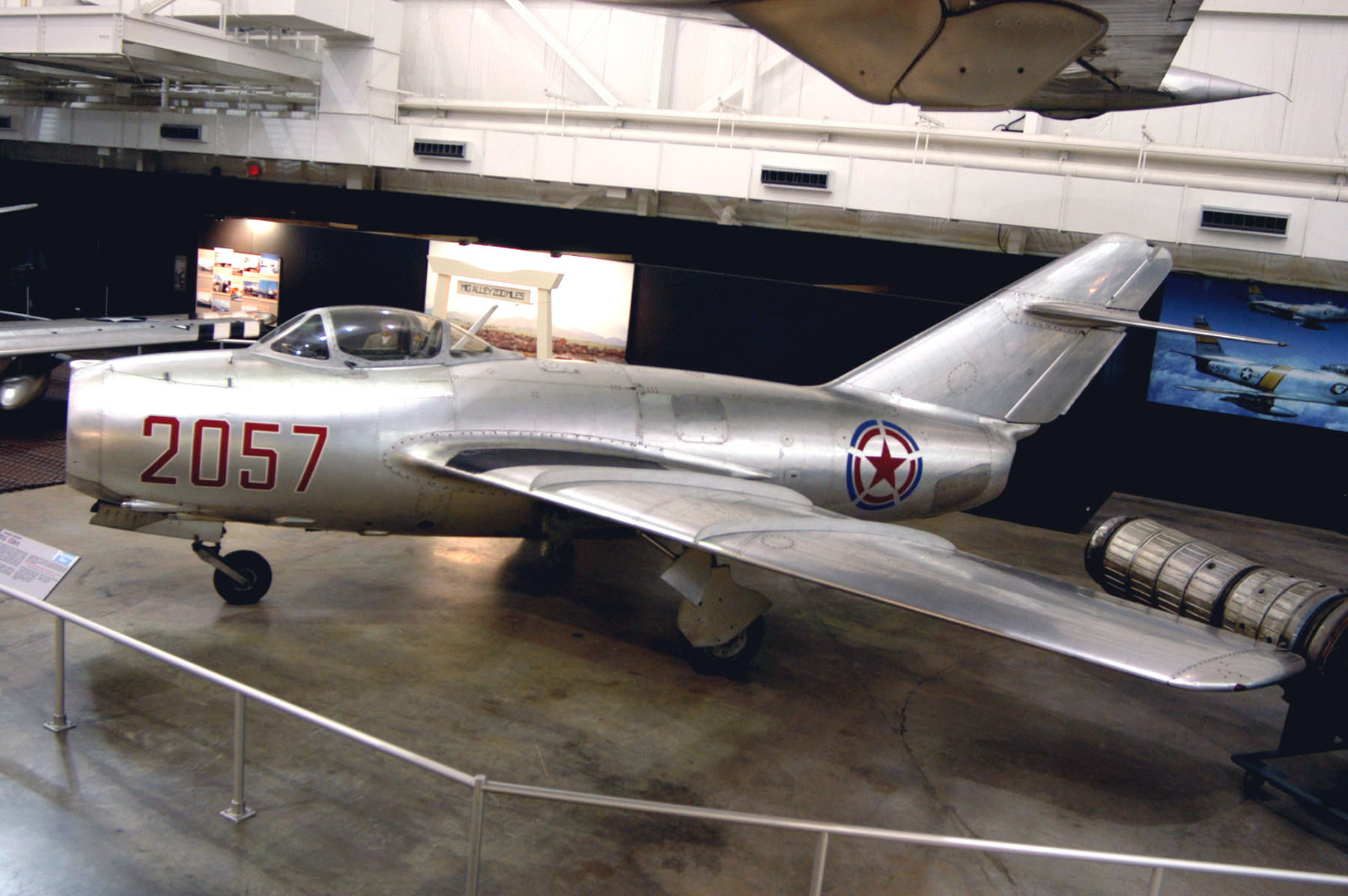
El MiG-15 ha sido largamente discutido como el desarrollo del Ta-183 de los soviéticos.

Algunas fuentes afirman que el famoso caza soviético MiG-15 estuvo al menos inspirado en el Ta 183 debido a que los soviéticos capturaron los planos y al menos un prototipo del Ta 183 de los alemanes al final de la guerra. El MiG-15 presenta una similitud en lo superficial. Sin embargo, los aviones son distintos en lo referente a estructura, detalles de forma y proporciones. El MiG-15 compartía el plano de cola alto, la carlinga de burbuja y la toma de aire en la nariz, pero estas eran características comunes al diseño de cazas en esta era, por ejemplo, el Republic F-84B/F, el Dassault MD 450 Ouragan y Dassault MD 452 Mystère II franceses o el Saab 29 Tunnan). 
Una historia detallada de diseño del MiG-15 ha sido publicada por el notable historiador de aviación ruso Yefim Gordon, la cual refuta cualquier conexión entre el Ta 183 y el MiG-15 y muestra que el MiG-15 fue un diseño completamente aparte. De acuerdo a los diseñadores, el MiG-15 fue ciertamente un diseño ruso, y su elección de alas en flecha fue debido a su deseo de estar a la cabeza de los otros diseñadores, que no pasaban del rango de los 960 km/h de velocidad.

### En Suecia

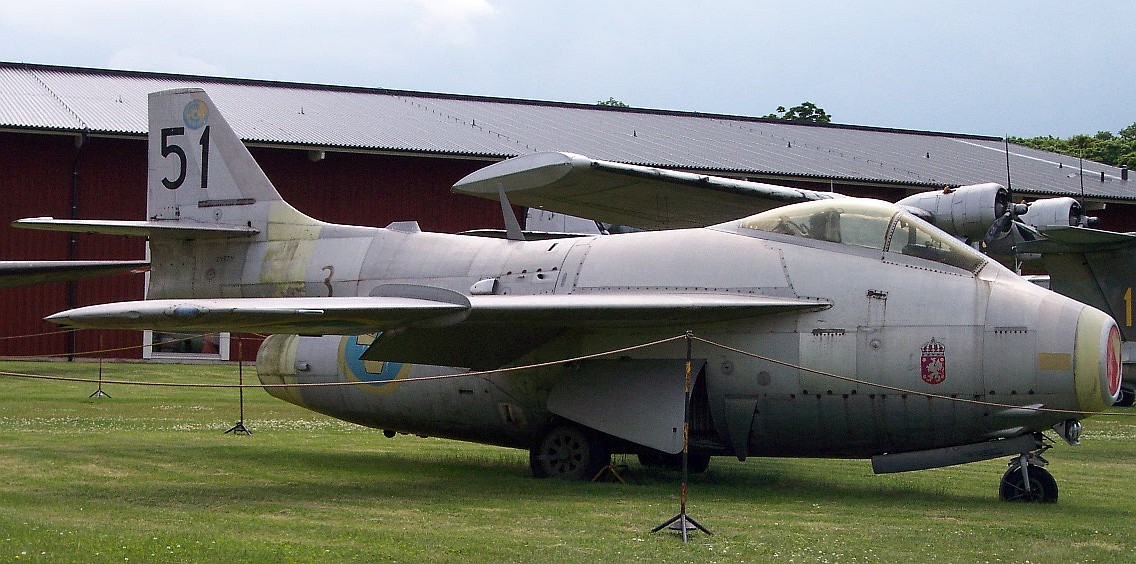
Saab 29 Tunnan.

Otro avión que fue influenciado por el Ta 183 fue el Saab 29 Tunnan. Los ingenieros de la SAAB recibieron estudios de ingeniería alemanes en alas en flecha en el periodo post bélico inmediato desde Suiza, incorporándolos en el diseño del Tunnan, el cual existía sólo en cálculos sobre papel. Aunque no es bien conocido, el Tunnan fue un avión competitivo que sirvió hasta la década de 1970.
En Argentina
El ingeniero Kurt Tank emigró a Argentina y trabajó en la Fábrica Militar de Aviones local, donde desarrolló -junto a varios antiguos empleados de la Focke-Wulf- el IAe 33 Pulqui II, un avión que terminó siendo muy similar al Ta 183 aunque de concepción original. No obstante haberse llegado a hacerse un par de prototipos exitosos, el proyecto quedó trunco por dos razones: la Revolución Libertadora persiguió a Kurt Tank y su equipo, y el gobierno argentino recibió F-86 Sabre de EEUU, un avión prácticamente idéntico.   

## Especificaciones (Ta 183, diseño original)

### Características generales
- Tripulación: 1 piloto
- Longitud: 9,2 m
- Envergadura: 10 m
- Superficie alar: 22,5 m²
- Peso vacío: 2.380 kg
- Peso cargado: 4.300 kg
- Planta motriz: 1× turborreactor Heinkel HeS 011.
  - Empuje normal: 15,6 kN (1591 kgf; 3507 lbf) de empuje.

### Rendimiento
- Velocidad máxima operativa (Vno): 955 km/h
- Techo de vuelo: 14.000 m (45.932 ft)
- Régimen de ascenso: 20,4 m/s (4.020 ft/min)
- Carga alar: 196 kg/m²
- Empuje/peso: 0,37

### Armamento
- Cañones: 4× MK 108 de 30 mm
- Otros: 

Focke-Wulf Ta 183

  - 4× misiles aire-aire Ruhrstahl X-4 o
  - 4× bombas de 500 kg

### Desarrollos relacionados
- FMA IAe 33 Pulqui II

### Aeronaves similares
- North American F-86 Sabre
- Lavochkin La-15
- Mikoyan-Gurevich MiG-15
- Saab Tunnan

### Secuencias de designación
- Sistema de designación aeronaves del RLM: ← Bü 180 · Bü 181 · Bü 182 · Ta 183 · Fl 184 · Fl 185 · Fw 186 →